# 豊浜漁港
豊浜漁港（とよはまぎょこう）は、愛知県知多郡南知多町豊浜にある漁港。蒲郡市の三谷漁港や形原漁港とともに、愛知県に3つある第3種漁港である。管理者は愛知県。漁業組合として豊浜漁業協同組合がある。

## 特色
豊浜地区・中洲地区・小佐地区の3地区からなる漁港である。知多半島南部における沿岸漁業の中心であり、愛知県有数の漁獲高を有する。
現在は中型・小型の底引網漁が主体であり、イワシ・エビ・イカナゴ・シャコ・カレイなどを水揚げしている。豊浜漁港は漁業無線局・製氷工場・冷凍工場・修理工場・漁具倉庫・網干場などの施設を有している。

## 歴史

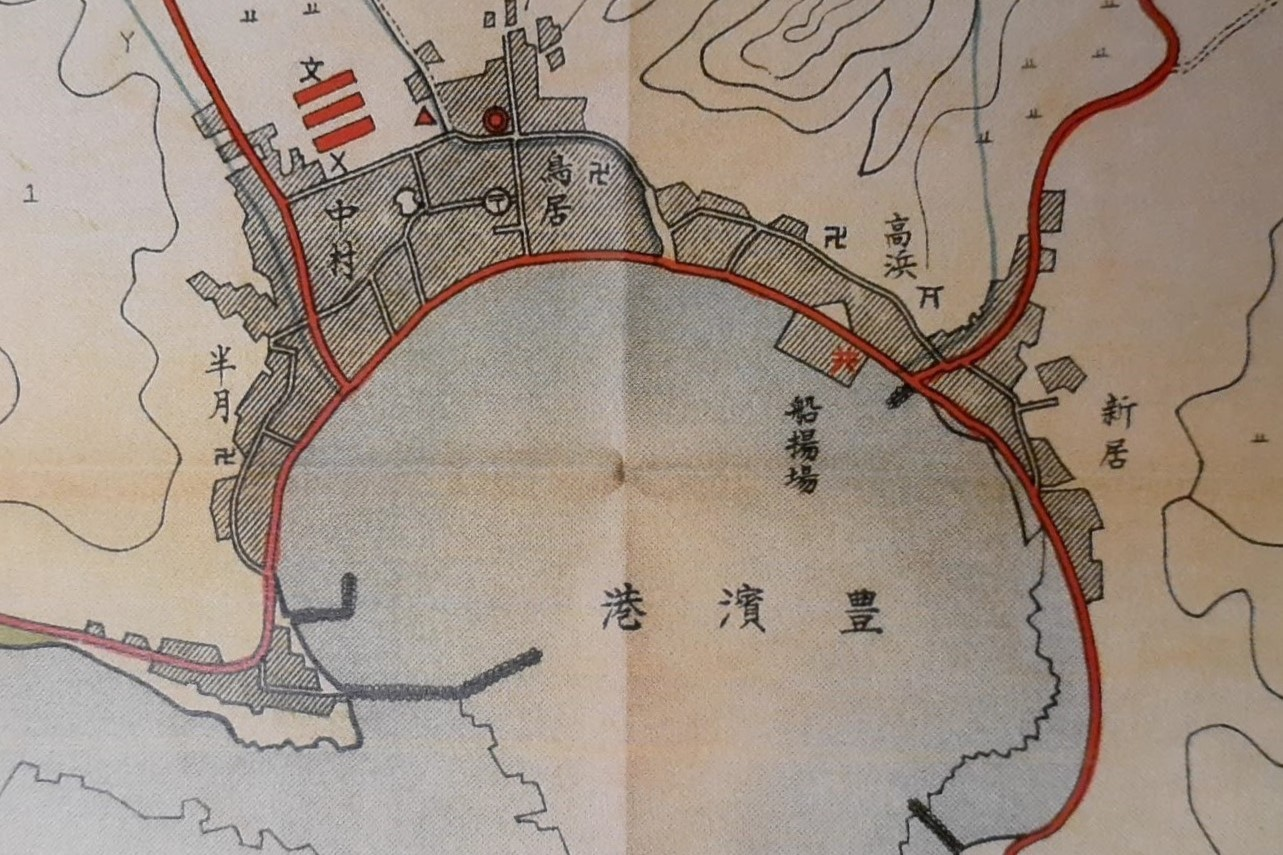
1936年の豊浜漁港の地図

### 近世
豊浜漁港は南東の風を防ぐ須佐湾にあり、天然の良港とされる。古くから「須佐の入江」と呼ばれていた。江戸時代には伊勢湾における漁業の中心のひとつであり、江戸と大坂を結ぶ船の寄港地としても栄えた。北西からの季節風が吹く冬季には、伊勢湾を航行する帆船が停泊した。

### 近代
1912年（明治45年）には須佐湾の西端に防波堤が築かれて泊地が確保され、1918年（大正7年）には須佐湾の東端に防波堤が築かれた。
1928年（昭和3年）5月、愛知県水産課は豊浜漁港、渥美郡福江町の福江漁港、宝飯郡三谷町の三谷漁港の3漁港を県営漁港に指定し、これらの漁港の整備拡張を計画した。1930年（昭和5年）には昭和恐慌の影響で改修工事の計画が立ち消えとなったが、1935年（昭和10年）には須佐湾の北東側に埋立地が造成された。1936年（昭和11年）から1942年（昭和17年）にかけて、総工費40万7500円が投じられて豊浜漁港の修築工事が行われ、西防波堤や東防波堤が築かれた。

### 現代
1950年（昭和25年）5月に漁港法が制定されると、1951年（昭和26年）7月28日には豊浜漁港が第3種漁港に指定され、同年から港湾の整備が実施された。1959年（昭和34年）9月の伊勢湾台風では港湾設備も大きな被害を受けたが、1963年（昭和38年）までに伊勢湾等高潮対策事業で復旧した。1963年（昭和38年）には豊浜漁港と中洲漁港が合併して（新）豊浜漁港となった。
1991年（平成3年）10月27日、豊浜地区で第11回全国豊かな海づくり大会が開催された。

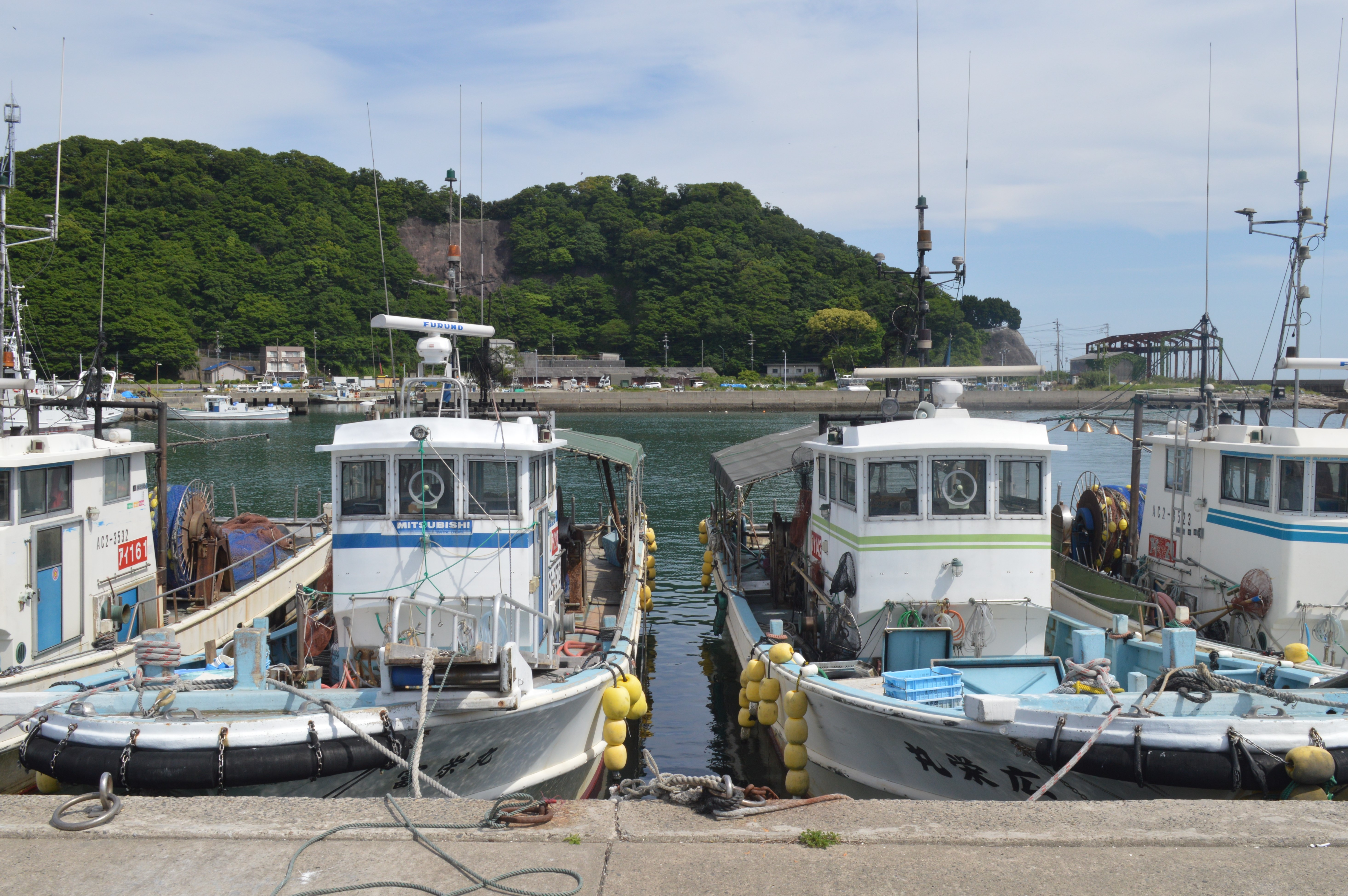
現在の豊浜漁港
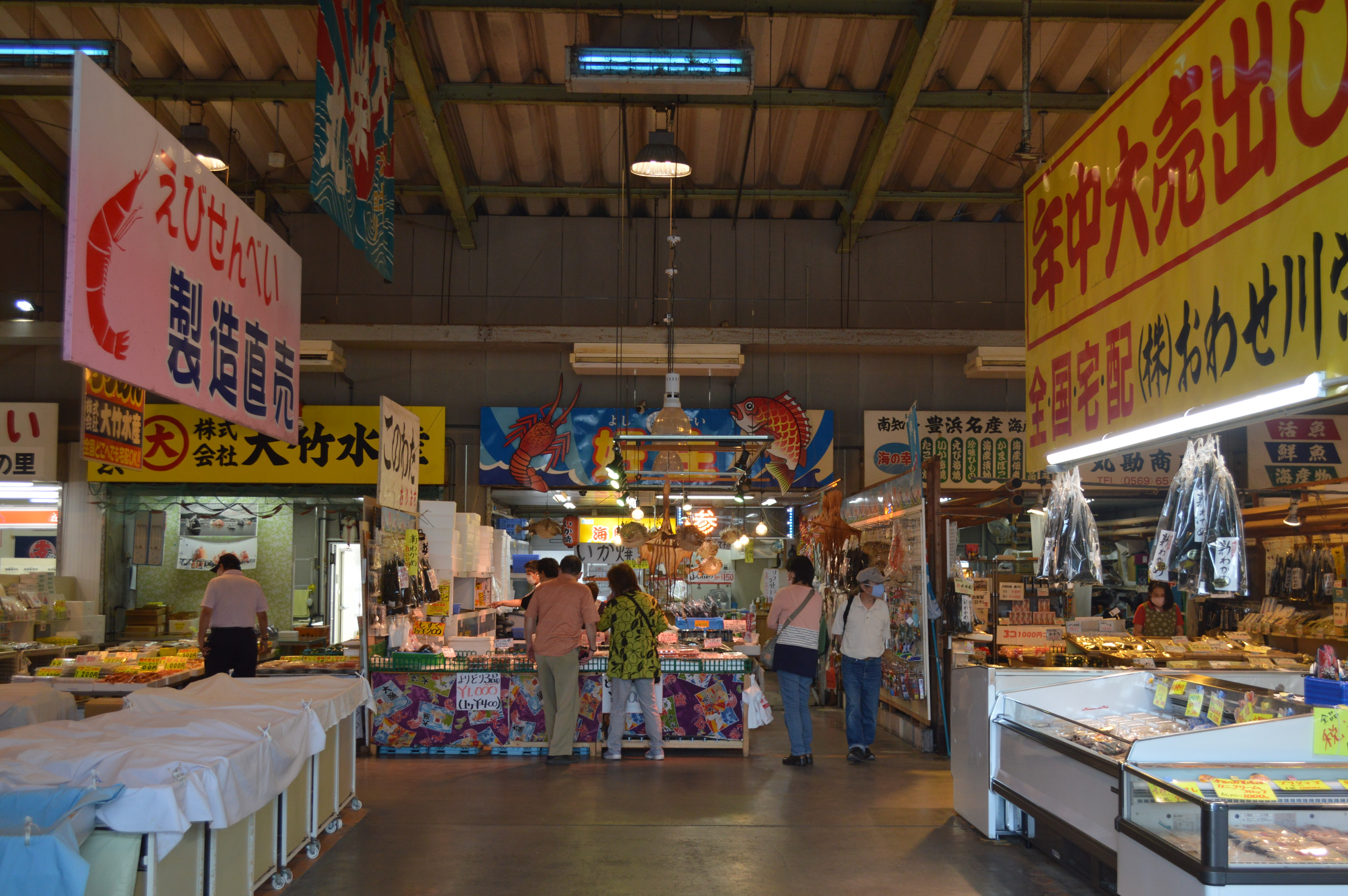
豊浜魚ひろば

## 愛知県水産試験場漁業生産研究所

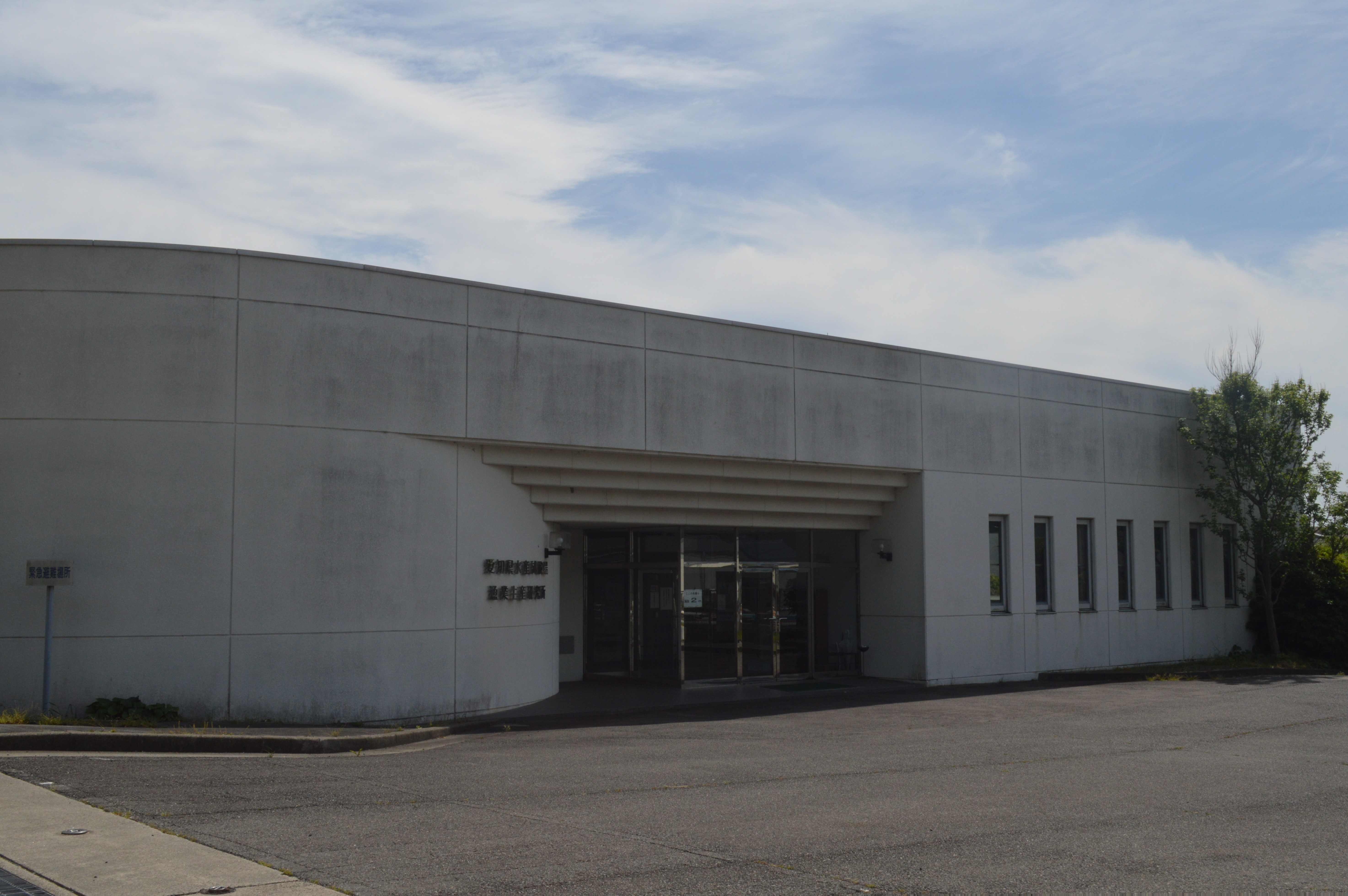
愛知県水産試験場漁業生産研究所

豊浜小佐には愛知県水産試験場漁業生産研究所がある。
1894年（明治27年）には幡豆郡一色町に愛知県水産試験場が設立された。1912年（大正元年）に養殖部が一色町から豊浜村小佐に移転すると、1913年（大正2年）には埋め立てられた小佐湾の一部に5000坪の鹹水養魚場が完成した。カレイやクルマエビなどの養殖の研究が行われ、1917年（大正6年）から1919年（大正8年）には国庫補助も受けてマダイ・クロダイ・スズキ・クルマエビなどの防寒試験も行われた。
1920年（大正9年）には施設が民間に払い下げられ、1934年（昭和9年）に研究が再開されたが、1939年（昭和14年）に閉鎖された。
1963年（昭和38年）には知多郡横須賀町にあった愛知県水産試験場尾張分場が小佐に移転し、海苔・ワカメ・サザエなどの養殖の研究を行っている。